# 84e cérémonie des National Board of Review Awards
La 84e cérémonie des National Board of Review Awards (NBR Awards), décernés par le National Board of Review, a eu lieu le 5 décembre 2012, et a récompensé les films réalisés dans l'année,.

## Classements 2012 du National Board of Review
Classement par ordre alphabétique.

### Top 10 films
- Argo
- Les Bêtes du sud sauvage (Beasts of the Southern Wild)
- Django Unchained
- Happiness Therapy (Silver Linings Playbook)
- Lincoln
- Looper
- Les Misérables
- Le Monde de Charlie (The Perks of Being a Wallflower)
- Promised Land
- Zero Dark Thirty

### Top films étrangers
- Barbara  Allemagne
- Intouchables  France
- Le Gamin au vélo  Belgique
- No  Chili
- Rebelle  Canada

### Top films documentaires
- Ai Weiwei: Never Sorry
- Detropia
- The Gatekeepers
- The Invisible War
- Only the Young

### Top films indépendants
- Arbitrage
- Bernie
- Compliance
- End of Watch
- Hello I Must Be Going (en)
- Little Birds
- Moonrise Kingdom
- Sur la route (On the Road)
- Quartet
- Sleepwalk with Me

## Palmarès
- Meilleur film :
  - Zero Dark Thirty
- Meilleur réalisateur :
  - Kathryn Bigelow pour Zero Dark Thirty
- Meilleur acteur :
  - Bradley Cooper pour le rôle de Pat Solitano dans Happiness Therapy (Silver Linings Playbook)
- Meilleure actrice :
  - Jessica Chastain pour le rôle de Maya dans Zero Dark Thirty
- Meilleur acteur dans un second rôle :
  - Leonardo DiCaprio pour le rôle de Calvin J. Candie dans Django Unchained
- Meilleure actrice dans un second rôle :
  - Ann Dowd pour le rôle de Sandra dans Compliance
- Meilleure révélation masculine :
  - Tom Holland pour le rôle de Lucas dans The Impossible (Lo imposible)
- Meilleure révélation féminine :
  - Quvenzhané Wallis pour le rôle d'Hushpuppy dans Les Bêtes du sud sauvage (Beasts of the Southern Wild)
- Meilleure distribution :
  - Les Misérables
- Meilleur premier film :
  - Benh Zeitlin pour Les Bêtes du sud sauvage (Beasts of the Southern Wild)
- Meilleur scénario original :
  - Looper – Rian Johnson
- Meilleur scénario adapté :
  - Happiness Therapy (Silver Linings Playbook) – David O. Russell
- Meilleur film en langue étrangère :
  - Amour  Autriche  France
- Meilleur film d'animation :
  - Les Mondes de Ralph (Wreck-it Ralph)
- Meilleur film documentaire :
  - Sugar Man (Searching for Sugar Man)
- Spotlight Award :
  - John Goodman pour ses rôles dans Argo, Flight, L'Étrange Pouvoir de Norman (ParaNorman) et Une nouvelle chance (Trouble with the Curve)
- Special Achievement in Filmmaking :
  - Ben Affleck pour Argo
- William K. Everson Film History Award :
  - 50 ans de films de James Bond
- NBR Freedom of Expression : (ex æquo)
  - The Central Park Five
  - Promised Land